# Viaduc d'Abrest

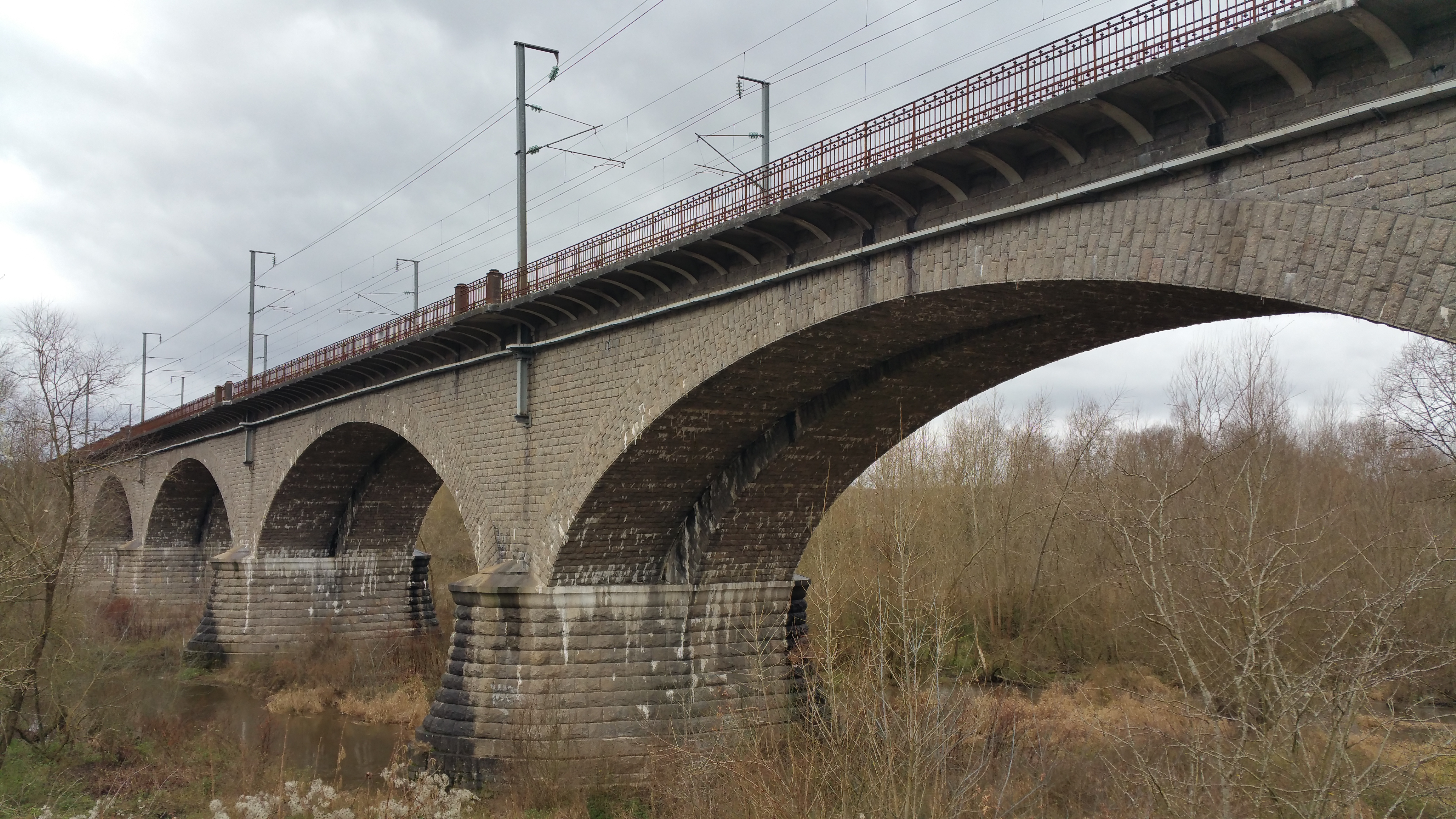
Viaduc d'Abrest vue côté amont et rive droite (Abrest). On aperçoit la passerelle pour piétons le long du tablier.

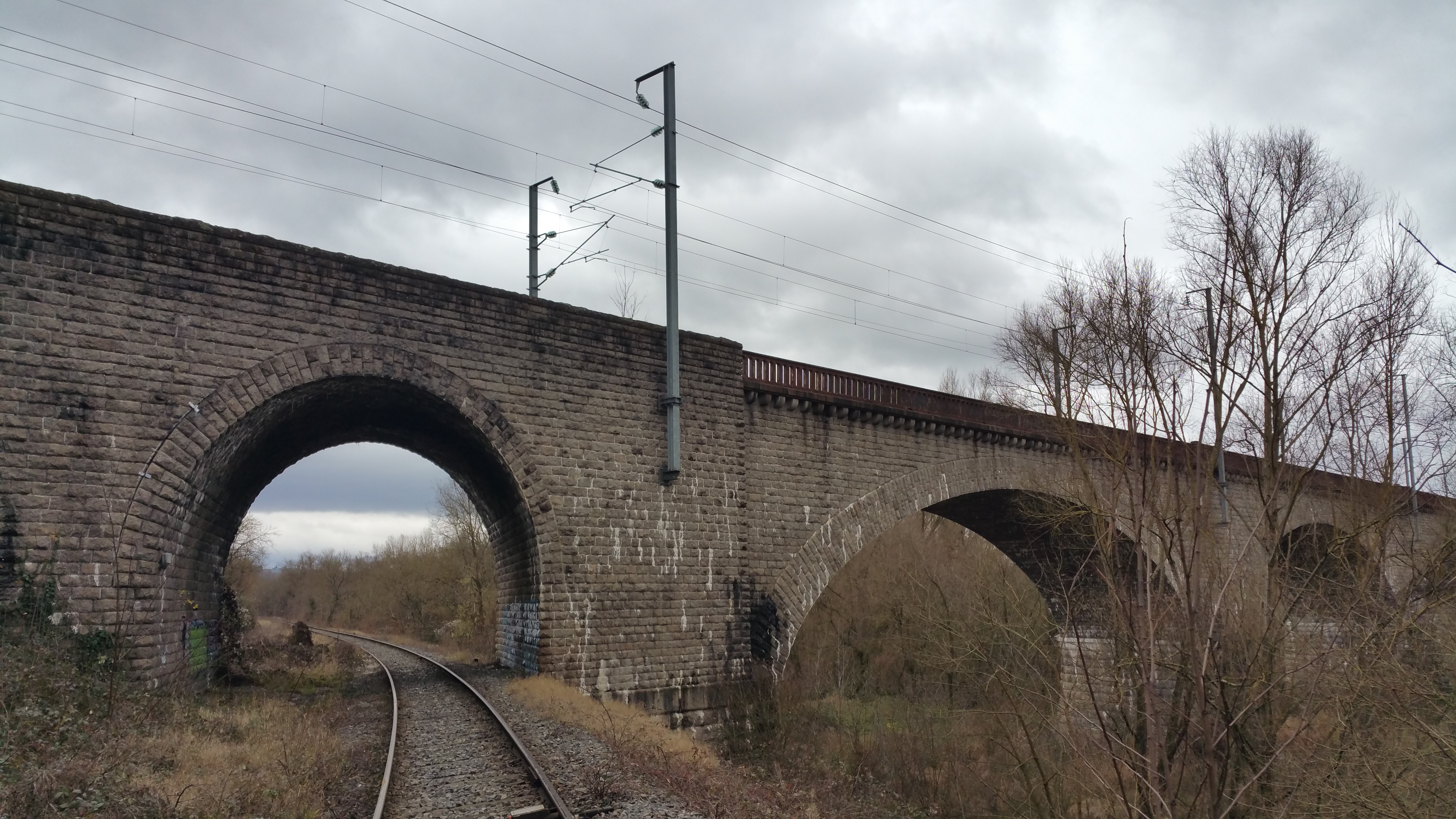
Vue depuis l'aval de la ligne de Saint-Germain-des-Fossés à Darsac passant sous le viaduc.

Le viaduc d'Abrest est un pont ferroviaire franchissant l'Allier reliant Abrest (au sud de Vichy) en rive droite et Hauterive en rive gauche, son côté amont porte une passerelle piétons.

## Histoire
Commencée en 1914, sa construction a été perturbée par le déclenchement de la guerre et il ne sera achevé qu'en 1924. Il permet alors la liaison ferroviaire de Vichy à Riom et donc de relier directement la station thermale et Clermont-Ferrand mais aussi à la ligne Paris - Clermont-Ferrand de desservir  Vichy (elle traversait auparavant l'Allier à hauteur de Saint-Germain-des-Fossés et passait par Gannat). 

## Caractéristiques
Le pont est composé de huit arches en maçonnerie de pierre de taille, dans un axe de 66° par rapport au cours de l'Allier, sept pour franchir la rivière et une pour laisser passer côté rive droite la ligne de Saint-Germain-des-Fossés à Darsac via Vichy et Ambert. 